# Меламин
Меламин e химично съединение – 1, 3, 5-триамино-2, 4, 6-триазин; безцветен кристал; тт 354 °C (при разлагане); практически неразтворим в хладка вода и повечето органични разтворители. Меламинът е основа, с киселините образува соли (C3H6N6×HCI и др.), които се разлагат при нагряване. Меламинът се получава от карбамид (урея) CO(NH2)2 при 350 – 450 °C и налягане от 50 – 200 MPa; преди се е произвеждал също и от дициандиамид (NH2CN)2 при температура 180 – 500 °C и налягане от 4 – 20 MPa(40 – 200 kg/sm²).
През 2007 г. производство на меламин в света надхвърля 1 млн. тона.
Използва се при производството на меламин-формалдехидни смоли (пластмаси, лепила, лакове, суперпластификатори за бетон), йонообменни смоли, дъбилни вещества, хексахлормеламин, използван при производството на багрила и хербициди, в козметиката. Меламин се влага и при производство на ускорители на растежа на растения (растежни регулатори). Използва се и като небелтъчен източник на азот в храненето на домашния добитък. Обаче през 1978 г. е направен извод за неприемливост на меламина като небелтъчен източник на азот, поради по-бавното му и непълно хидролизиране в сравнение с други – например карбамид (урея).
Меламинът неетично се използва в производството на хранителни продукти с цел повишаване на измерваната при анализ концентрация на белтъчини. При анализ по методите на Кьелдал (Kjeldahl) и на Дюма (Dumas) съдържанието на белтъчини се оценява по съдържанието на азот.
Меламинови смоли се произвеждат още от 1930 – 1940 г. от мултинационални компании като Ciba® и Henkel®, но без значителен търговски успех.
Поради изключителните му свойства като устойчивост на топлина, светлина, химически вещества, абразивност, и на запалимост, меламинът има успех непосредствено след Втората световна война.
Главното производно на меламин, повече известен под търговското наименование Formica®, в миналото е широко използвано за производство на плоскости в кухни, бистра и ресторанти поради лесната им поддръжка.

## Меламинови смоли
Най-общите свойства на меламин получен от поликондензация на фениламин и формалдехид са в най-общи линии следните:
- Бял цвят
- Кристална структура
- Устойчивост на висока честота
- Диелектрична твърдост
- Термична устойчивост
- Не се рециклира
- Твърде устойчив на излъчвания
- Може да е гладък, бляскав или релефен

## Влияние върху здравето
Краткосрочната летална доза меламин е равна на тази на обикновената готварска сол, с LD50 от над 3 грама на килограм телесно тегло.
Сам по себе си меламинът в ниски дози е безвреден, но с комбинация с цианурова киселина може да доведе до тежки бъбречни заболявания.

## Меламиново замърсяване на храни
Между края на 90-те и началото на 2000-те години както потреблението, така и производството на меламин в континентален Китай нарастват значително. Към началото на 2006 г. се съобщава, че производството на меламин в Китай е в „сериозен излишък“. Между 2002 и 2007 г., докато световната цена на меламина остава стабилна, рязкото увеличение на цената на уреята (суровина за меламин) намалява рентабилността на производството на меламин. Китай е най-големият износител на меламин в света, докато вътрешното му потребление все още нараства с 10% годишно. Излишният меламин е примес за фураж и сухо мляко в Китай от няколко години, тъй като може да направи разреден или нискокачествен материал да изглежда с по-високо съдържание на протеини. След разразяването на скандала, китайското правителство предприема действия през 2008 г., за да намали тази практиката на фалшифициране. През декември 2008 г. започват съдебни процеси срещу шестима души, замесени в добавянето на меламин в хранителни продукти, които приключват през януари 2009 г. с осъдени на смърт и екзекутирани двама от осъдените.